# Kafjärden
Kafjärden är en före detta vik och sjö som sträckte sig genom Vallby, Hammarby, Sundby, Kjula och Jäders socknar i Eskilstuna kommun. Den har givit namn åt Kafjärdens landskommun.
Ännu på vikingatiden var Kafjärden en del av Mälaren. I öster anslöt den till det som idag är Sörfjärden och Barva-Lappen, i norr skiljdes den från Mälarens huvudyta genom en förkastningsbrant öppen med ett sund vid Ramsund. I väster anknöt den till Eskilstunaåns vattensystem och avgränsades i söder av en förkastningsbrant.
Landhöjningen medförde att Kafjärdens yta efterhand minskades, först genom att delas där Kjulaåsen, en utlöpare till Badelundaåsen löper fram och efterhand minska. Ännu 1717 fanns här två sjöar, Kafjärden och Bränningen, vilka senare torrlagts även de. Stora delar av den före detta sjöbottnen utgjorde fram till 1800-talet sankmarker då de utdikades.